# Olivia Augustinski
Olivia Augustinski (* 11. Dezember 1964 in Helmstedt) ist eine deutsche Schauspielerin.

## Karriere
Nach einem Studium der Germanistik war Olivia Augustinski als freie Journalistin tätig. Ihre Schauspielausbildung absolvierte sie in Berlin. Zudem ist sie ausgebildete Tanz- und Körpertherapeutin.

## Privates
Olivia Augustinski ist die Tochter aus der ersten Ehe des Schauspielers Peer Augustinski mit der Theaterschauspielerin Ute Uellner. Sie ist seit 2015 mit dem Schauspieler Ingo van Gulijk verheiratet und hat einen Sohn aus einer früheren Beziehung.
Augustinski wohnt in Köln.

## Filmografie (Auswahl)

### Film
- 2006: 6 Tage – 6 Genres (Kurzfilm)[5]
- 2010: Komm und hol mich (Kurzfilm)[6]

### Fernsehen
- 1992: Praxis Bülowbogen (Fernsehserie)
- 1993: Durchreise – Die Geschichte einer Firma (Sechsteiliger Fernsehfilm)
- 1993: Forsthaus Falkenau (Fernsehserie, Episodenrolle, zwei Episoden)
- 1993: Sylter Geschichten (Fernsehserie)
- 1995–1998, 2004: Marienhof (Hauptrolle als Ortrud Winkelmann #2)
- 1995: Westerdeich (Fernsehserie)
- 1998: Natalie III – Babystrich online (Fernsehfilm)
- 1998: Wolffs Revier (Fernsehserie, Episodenrolle)
- 1999: Alarm für Cobra 11 – Die Autobahnpolizei (Fernsehserie, Episodenrolle)
- 2000: Die Wache (Fernsehserie)
- 2004: Marienhof (Fernsehserie)
- 2004: Die Anrheiner (Fernsehserie)
- 2008: Verbotene Liebe (Fernsehserie)
- 2010: Lindenstraße (Fernsehserie)
- 2011: Der letzte Bulle (Fernsehserie, Folge Alle Wege führen zum Du)
- 2014–2015: Berlin Models (Pseudo-Doku-Soap)
- 2015: Alles was zählt (Fernsehserie)
- 2016: Nur eine Handvoll Leben (Fernsehfilm)
- 2016: Gladbeck (Fernsehfilm)
- 2018: Heldt (Fernsehserie, Folge Spukhaus)
- 2019–2020: Herz über Kopf (Fernsehserie)
- 2019: Inga Lindström – Familienfest in Sommerby (Fernsehfilm)
- 2021: UNTER UNS (Fernsehserie)
- 2022„Draußen“(Kurzspielfilm)
- 2023: HEUTE SHOW
- 2024: Für alle Fälle Familie (Fernsehserie)
- 2024: HEUTE SHOW
- 2025: Anna und ihr Untermieter (Fernsehserie)